# Chuỗi hạt hậu môn

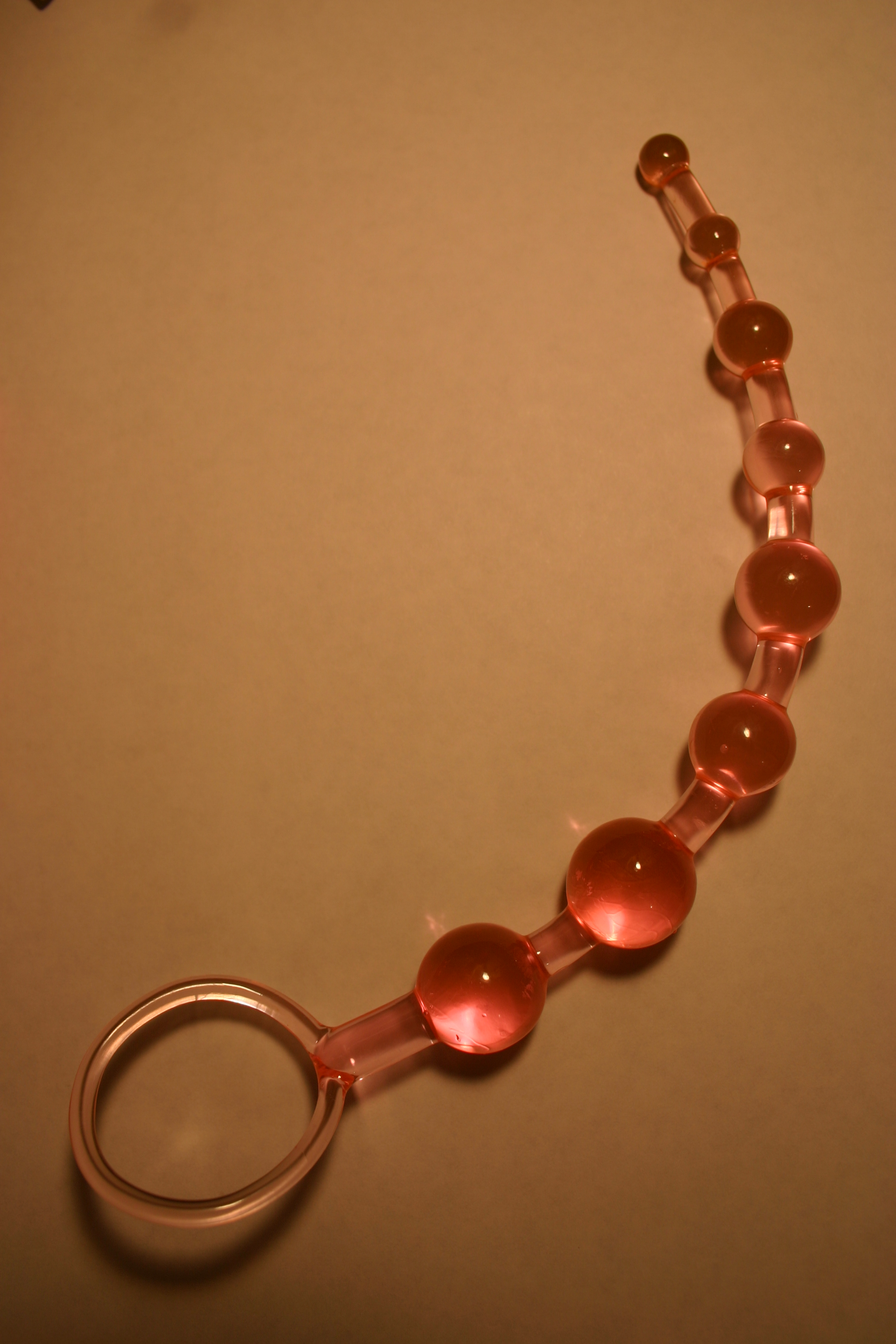
Chuỗi hạt hậu môn

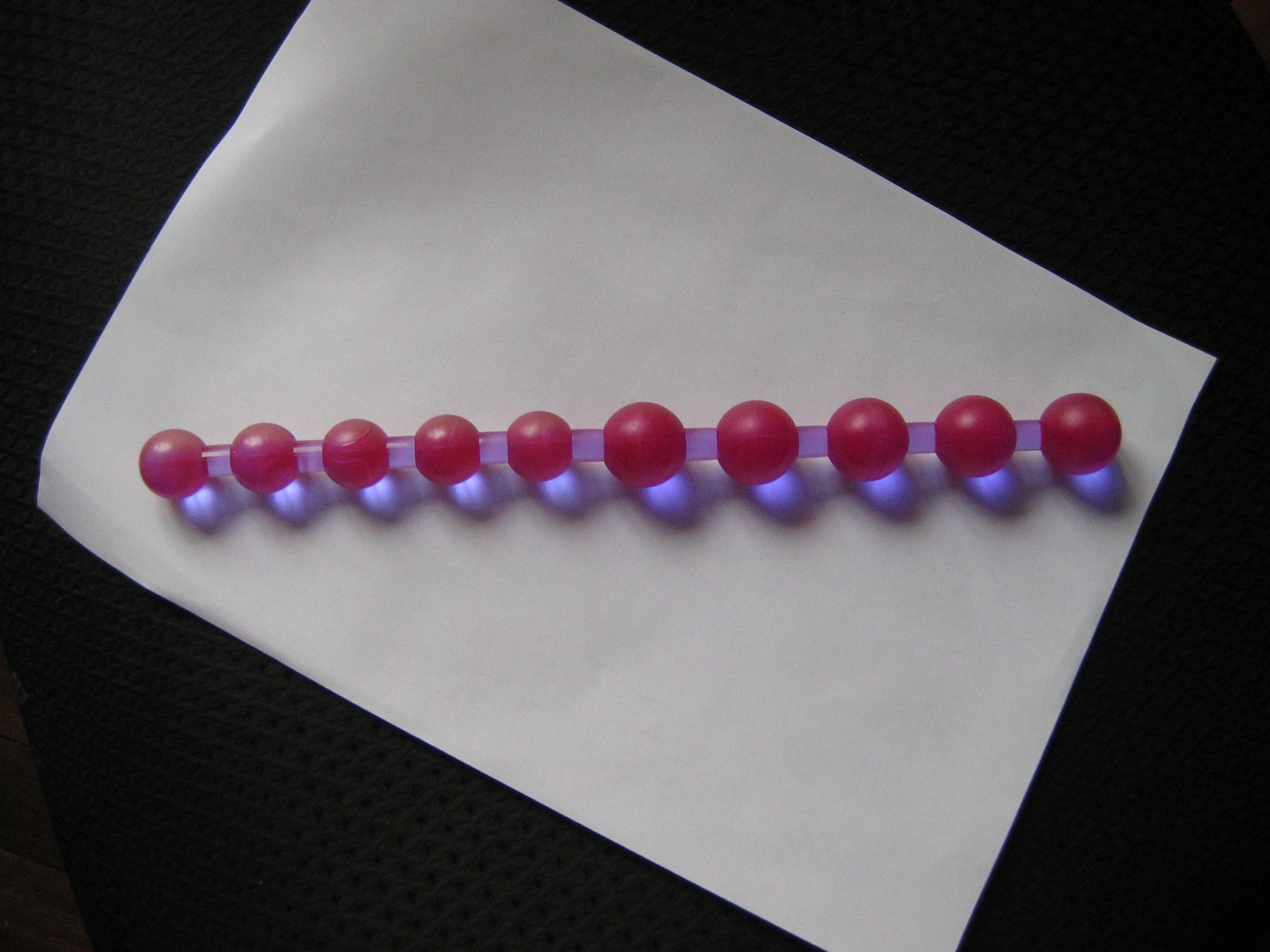
Chuỗi hạt cứng

Chuỗi hạt hậu môn (anal beads), trong tiếng Bồ Đào Nha còn có tên gọi là bóng Thái Lan, là một loại đồ chơi tình dục bao gồm nhiều quả cầu hoặc bi được gắn nối tiếp nhau, được đưa liên tục qua hậu môn vào trực tràng, sau đó đưa ra ngoài với tốc độ khác nhau tùy theo ý muốn mang lại hiệu quả.

## Thiết kế
Chuỗi hạt hậu môn có nhiều kích cỡ, từng hạt có đường kính từ 25 mm đến đường kính 125 mm hoặc lớn hơn. Hầu hết người dùng thích các hạt có kích thước xấp xỉ 45 mm, nhưng một số sẽ sau đó sẽ muốn trải nghiệm mạo hiểm hơn và thử các kích thước lớn hơn. Chuỗi hạt hậu môn thường được làm bằng silicone, nhựa, cao su, latex, thủy tinh hoặc kim loại và kết thúc bằng một cái vòng hoặc tay cầm tương tự được thiết kế để kéo ra. Mục đích của vòng này là để ngăn chặn chuỗi hạt nằm lọt hoàn toàn trong trực tràng và để dễ dàng lấy ra. Các hạt có thể được nối linh hoạt với nhau, chèn riêng lẻ từng hạt hoặc nối bằng một trục mỏng cứng một phần, cho phép đưa vào hậu môn trong một chuyển động đơn lẻ.
Nhiều đầu dây thần kinh của cơ vòng cung cấp sự kích thích cả trong quá trình thâm nhập và loại bỏ, và các hạt lớn hơn có thể tạo ra cảm giác áp lực khi ở trong trực tràng.
Một số chuỗi hạt hậu môn được tăng cường thêm công nghệ rung.

## Sử dụng

Hình minh họa việc sử dụng chuỗi hạt hậu môn

Các hạt hậu môn có thể được kết hợp trong nhiều sự tôn sùng liên quan đến quan hệ tình dục qua đường hậu môn, tôn thờ hậu môn, đánh đòn khiêu dâm, việc thụt rửa hoặc bất cứ thứ gì liên quan đến mông, hậu môn hoặc vùng hậu môn.
Giống như với tất cả các hoạt động tình dục qua đường hậu môn khác, chuỗi hạt hậu môn và trực tràng phải được bôi trơn nhiều bằng chất bôi trơn tình dục dành cho quan hệ tình dục qua đường hậu môn. Thực hiện điều này vô cùng quan trọng vì trực tràng có thể dễ bị rách, xước hoặc bị thương. Đồ chơi tình dục qua đường hậu môn cần được rửa sạch bằng nước xà phòng ấm và để khô tự nhiên sau khi sử dụng. Ngoài ra, chúng có thể được đặt bên trong bao cao su, điều được khuyến khích thực hiện nếu chúng được dùng chung với bạn tình.
Người dùng cũng phải cẩn thận đếm số hạt trước và sau khi sử dụng để đảm bảo tất cả chúng được gỡ bỏ khỏi hậu môn. Có các báo cáo về việc các dây bị đứt khi vận động trực tràng cường độ cao. Nếu một hạt mắc kẹt trong trực tràng và không thể bật ra ngoài một cách tự nhiên, có thể cần đến sự can thiệp của y tế.

## An toàn
Nếu các hạt được xâu vào một sợi dây, vốn là vật liệu xốp, chúng không thể được khử trùng hoàn toàn. Không nên chia sẻ chúng giữa các đối tác mà không sử dụng rào cản vật lý như bao cao su latex hoặc cao su tổng hợp để ngăn việc vận chuyển chất thải. Dùng chung đồ chơi hậu môn không được khử trùng có thể khiến người dùng mắc các bệnh lây truyền qua đường tình dục khác nhau.